# Ampliación Chapultepec
Ampliación Chapultepec är en ort i Mexiko.   Den ligger i kommunen Jiutepec och delstaten Morelos, i den sydöstra delen av landet, 60 km söder om huvudstaden Mexico City. Ampliación Chapultepec ligger 1 479 meter över havet och antalet invånare är 124.
Terrängen runt Ampliación Chapultepec är huvudsakligen kuperad, men åt sydväst är den platt. Runt Ampliación Chapultepec är det mycket tätbefolkat, med 1 361 invånare per kvadratkilometer. Närmaste större samhälle är Cuernavaca, 11,3 km nordväst om Ampliación Chapultepec. Omgivningarna runt Ampliación Chapultepec är en mosaik av jordbruksmark och naturlig växtlighet.